# Gillonnay
Gillonnay est une commune française située dans le département de l'Isère, en région Auvergne-Rhône-Alpes.
Positionnée dans la plaine de la Bièvre, à l'est de la ville de La Côte-Saint-André, la commune est adhérente à la Communauté de communes Bièvre Isère.

## Géographie

### Situation et description
La commune se trouve à mi-distance entre Grenoble et Vienne avec une superficie de 1 400 hectares. L'altitude varie de 357 mètres dans la basse plaine à 628 mètres à la crête du coteau de Gillonnay. C'est une commune rurale dans la plaine de la Bièvre, à 3 kilomètres à l'est de La Côte-Saint-André, à l'ouest de Saint-Hilaire-de-la-Côte et située à 54 km de Grenoble. La commune est aussi connue pour être la capitale de la Bièvre, célèbre plaine située à l'orée des Terres froides.

### Communes limitrophes
Les territoires des communes de Brézins, Gillonnay, La Côte-Saint-André et Saint-Siméon-de-Bressieux forment un quadripoint.
|                           | Mottier  |                          |
| La Côte-Saint-André       | Gillonay | Saint-Hilaire-de-la-Côte |
| Saint-Siméon-de-Bressieux | Brézins  |                          |

### Géologie
Le territoire de Gillonnay se positionne dans région naturelle de Bièvre-Valloire, une large vallée ouverte entre celle de l'Isère (au sud) et le cours du Rhône (à l'ouest) et dont la forme régulière en auge à fond plat suggère une origine glaciaire, ce que confirme la présence de dépôts morainiques.

### Climat
Pour des articles plus généraux, voir Climat d'Auvergne-Rhône-Alpes et Climat de l'Isère.
En 2010, le climat de la commune est de type climat des marges montargnardes, selon une étude du Centre national de la recherche scientifique s'appuyant sur une série de données couvrant la période 1971-2000. En 2020, Météo-France publie une typologie des climats de la France métropolitaine dans laquelle la commune est exposée à un climat de montagne ou de marges de montagne et est dans la région climatique  Alpes du nord, caractérisée par une pluviométrie annuelle de 1 200 à 1 500 mm, irrégulièrement répartie en été. 
Pour la période 1971-2000, la température annuelle moyenne est de 11 °C, avec une amplitude thermique annuelle de 17,6 °C. Le cumul annuel moyen de précipitations est de 1 061 mm, avec 9,7 jours de précipitations en janvier et 6,4 jours en juillet. Pour la période 1991-2020, la température moyenne annuelle observée sur la station météorologique de Météo-France la plus proche, « Grenoble-Saint-Geoirs », sur la commune de Saint-Étienne-de-Saint-Geoirs à 8 km à vol d'oiseau, est de 11,5 °C et le cumul annuel moyen de précipitations est de 915,1 mm,. Pour l'avenir, les paramètres climatiques de la commune estimés pour 2050 selon différents scénarios d'émission de gaz à effet de serre sont consultables sur un site dédié publié par Météo-France en novembre 2022.

### Hydrographie
Le territoire de la commune n'est traversé par aucun cours d'eau notable.

## Urbanisme

### Typologie

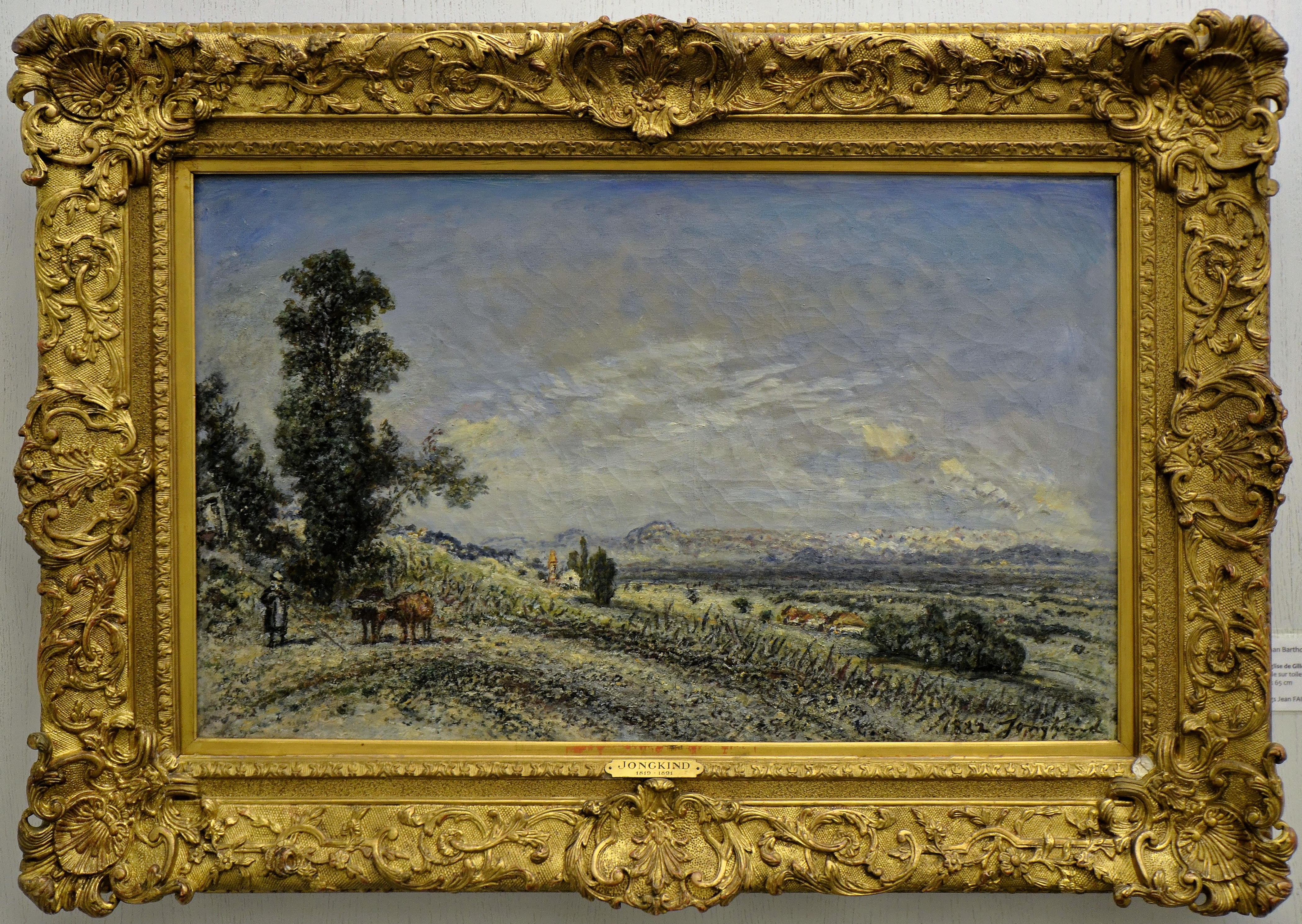
Les alentours de Gillonay en 1882, vus par Johan Barthold Jongkind, huile sur toile dans la collection du Musée Faure de Aix-les-Bains.

Au 1er janvier 2024, Gillonnay est catégorisée commune rurale à habitat dispersé, selon la nouvelle grille communale de densité à sept niveaux définie par l'Insee en 2022.
Elle appartient à l'unité urbaine de La Côte-Saint-André, une agglomération intra-départementale regroupant deux  communes, dont elle est une commune de la banlieue,,. Par ailleurs la commune fait partie de l'aire d'attraction de La Côte-Saint-André, dont elle est une commune de la couronne,. Cette aire, qui regroupe 8 communes, est catégorisée dans les aires de moins de 50 000 habitants,.

### Occupation des sols
L'occupation des sols de la commune, telle qu'elle ressort de la base de données européenne d’occupation biophysique des sols Corine Land Cover (CLC), est marquée par l'importance des territoires agricoles (82,8 % en 2018), en diminution par rapport à 1990 (86,4 %). La répartition détaillée en 2018 est la suivante : 
terres arables (55,2 %), zones agricoles hétérogènes (18,2 %), prairies (9,4 %), forêts (7,9 %), zones urbanisées (5,7 %), mines, décharges et chantiers (2,3 %), zones industrielles ou commerciales et réseaux de communication (1,3 %). L'évolution de l’occupation des sols de la commune et de ses infrastructures peut être observée sur les différentes représentations cartographiques du territoire : la carte de Cassini (XVIIIe siècle), la carte d'état-major (1820-1866) et les cartes ou photos aériennes de l'IGN pour la période actuelle (1950 à aujourd'hui).

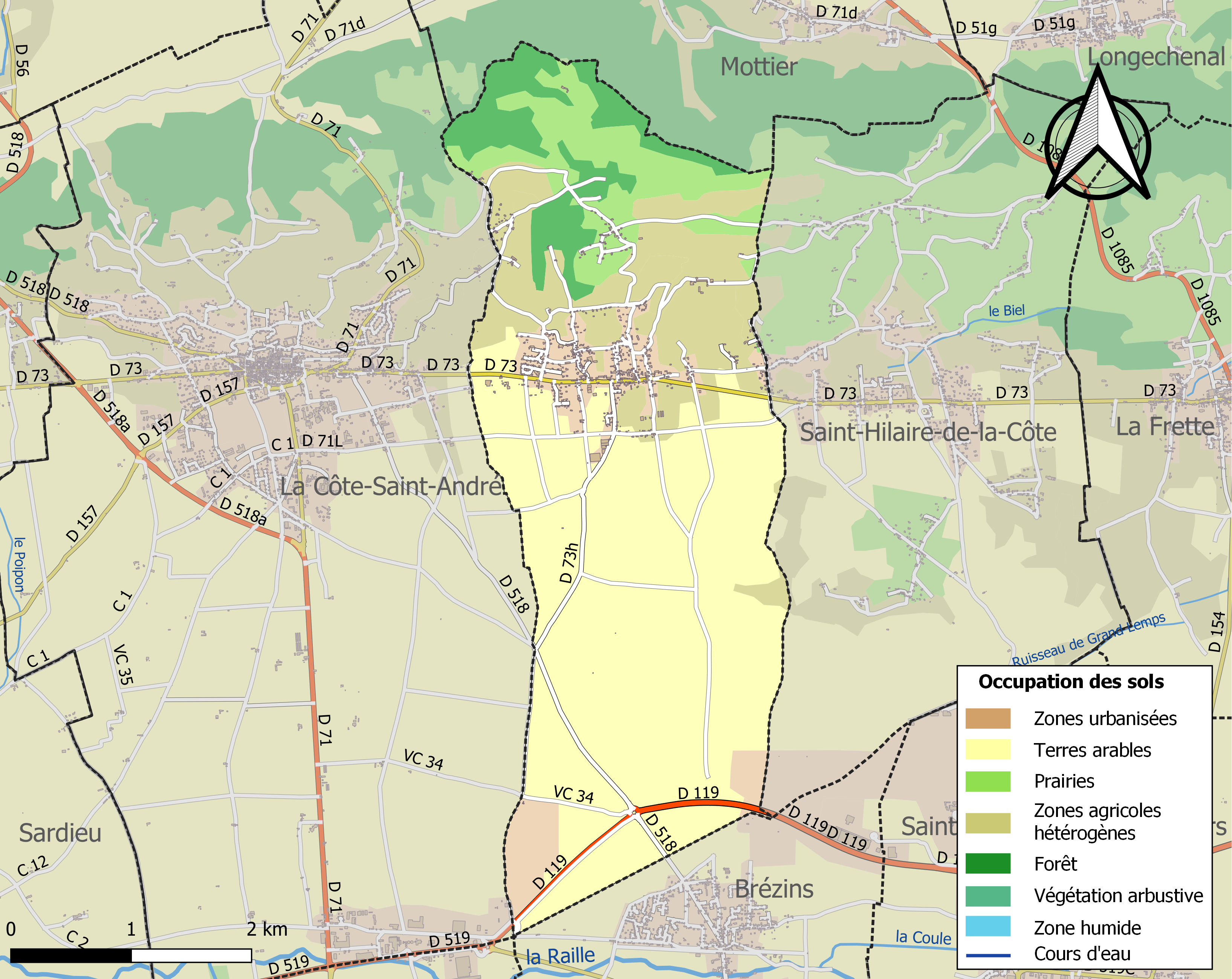
Carte des infrastructures et de l'occupation des sols de la commune en 2018 (CLC).

### Risques naturels et technologiques

#### Risques sismiques
L'ensemble du territoire de la commune de Gillonay est situé en zone de sismicité no 3 (sur une échelle de 1 à 5), comme la plupart des communes de son secteur géographique.
| Type de zone | Niveau            | Définitions (bâtiment à risque normal) |
| ------------ | ----------------- | -------------------------------------- |
| Zone 3       | Sismicité modérée | accélération = 1,1 m/s2                |

## Toponymie
Le nom Gillonnay est attesté dès le XIIe siècle sous la forme Girunnay, devenue Gironnay au XIIIe siècle, puis Gilonnay au XIVe siècle. Ce mot est formé à partir de la racine germanique Gero(n) elle-même peut-être en référence à ger "la lance" ou au nom propre Gilles. Est ajouté à cette racine le suffixe d'origine gauloise -acum qui a peu à peu évolué en -nnay et qui qualifie un lieu. Autrement dit, le nom Gillonnay peut signifier "le village de Gilles".

## Politique et administration

### Liste des maires
| Période                                  | Période  | Identité                 | Étiquette | Qualité |
| ---------------------------------------- | -------- | ------------------------ | --------- | --- |
| avant 1981                               | ?        | Jean Boyer               | UDF       | Industriel Conseiller général du Canton de La Côte-Saint-André (1964-1994) Député (1968-1978) Sénateur (1983-2001) |
| mars 2001                                | 2020     | Jean-Louis Didier        | SE        | Agriculteur retraité                                                                                               |
| 2020                                     | En cours | Jean-Paul Jullien-Vieroz |           | |
| Les données manquantes sont à compléter. |          |                          |           | |

## Population et société

### Démographie
L'évolution du nombre d'habitants est connue à travers les recensements de la population effectués dans la commune depuis 1793. Pour les communes de moins de 10 000 habitants, une enquête de recensement portant sur toute la population est réalisée tous les cinq ans, les populations de référence des années intermédiaires étant quant à elles estimées par interpolation ou extrapolation. Pour la commune, le premier recensement exhaustif entrant dans le cadre du nouveau dispositif a été réalisé en 2005.

En 2022, la commune comptait 1 020 habitants, en évolution de +0,49 % par rapport à 2016 (Isère : +3,07 %, France hors Mayotte : +2,11 %).
| 1793 | 1800 | 1806 | 1821 | 1831 | 1836 | 1841 | 1846 | 1851 |
| ---- | ---- | ---- | ---- | ---- | ---- | ---- | ---- | ---- |
| 740  | 786  | 842  | 846  | 907  | 975  | 975  | 968  | 968  |

| 1856 | 1861 | 1866 | 1872 | 1876 | 1881 | 1886 | 1891 | 1896 |
| ---- | ---- | ---- | ---- | ---- | ---- | ---- | ---- | ---- |
| 917  | 888  | 880  | 795  | 802  | 791  | 779  | 780  | 740  |

| 1901 | 1906 | 1911 | 1921 | 1926 | 1931 | 1936 | 1946 | 1954 |
| ---- | ---- | ---- | ---- | ---- | ---- | ---- | ---- | ---- |
| 704  | 714  | 669  | 627  | 646  | 592  | 560  | 585  | 507  |

| 1962 | 1968 | 1975 | 1982 | 1990 | 1999 | 2005 | 2006 | 2010 |
| ---- | ---- | ---- | ---- | ---- | ---- | ---- | ---- | ---- |
| 509  | 541  | 564  | 656  | 704  | 825  | 910  | 924  | 975  |

| 2015  | 2020  | 2022  | - | - | - | - | - | - |
| ----- | ----- | ----- | - | - | - | - | - | - |
| 1 014 | 1 013 | 1 020 | - | - | - | - | - | - |

### Enseignement
La commune est rattachée à l'académie de Grenoble.
L'école primaire gérée par la commune est mixte, mais sur les murs est encore écrit "École des filles" et "École des garçons". Elle propose en particulier un dispositif de l’apprentissage de l’anglais en « immersion » (dispositif EMILE).
Le collège Jongkind situé à La Côte saint André accueille les élèves de la 6eme à la 3eme. Il propose en option dès la 6eme, la poursuite de l’apprentissage "en immersion" de l'anglais par le dispositif EMILE, l'allemand en LV2 et à partir de la 5eme, une section Européenne Italien. 
La commune est rattachée au secteur du lycée Hector Berlioz à La Côte St André. Il propose entre autres, en plus des 7 spécialités communes à la plupart des lycées généraux, la spécialité Sciences de l’Ingénieur, une section Européen Anglais, une section Européen Italien, un Bac Français International Anglais-Italien, une préparation "Sciences Po".

### Médias
Historiquement, le quotidien à grand tirage Le Dauphiné libéré consacre, chaque jour, y compris le dimanche, dans son édition Isère-Nord, un ou plusieurs articles à l'actualité de la communauté de communes, ainsi que des informations sur les éventuelles manifestations locales, les travaux routiers, et autres événements divers à caractère local.

### Culte
La communauté catholique de Gillonay et l'église paroissiale (propriété de la commune) sont rattachées à la paroisse Sainte Marie de Bièvre-Liers qui est elle-même rattachée au diocèse de Grenoble-Vienne. La maison paroissiale se situe près de l'église de la Côte-Saint-André.

## Économie
- Usine tissages
- Impression sur soie
- Traiteur
- Coiffure
- Chambres d'hôtes

## Culture et patrimoine

### Lieux et monuments
- Château de Pointière (privé).

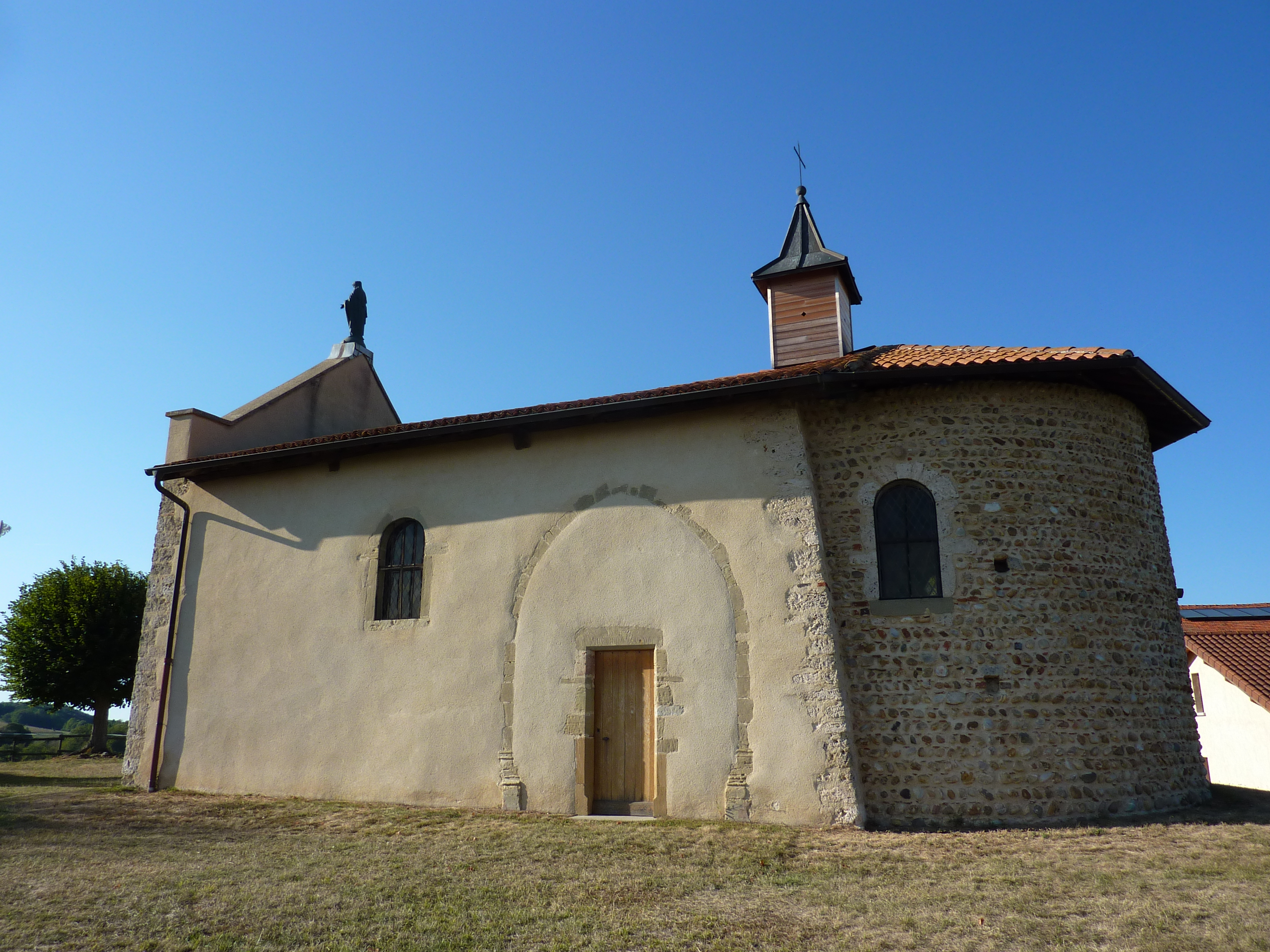
Chapelle Notre-Dame-du-Mont

- Chapelle Notre-Dame-du-Mont[25]. Erigée au XIIIe siècle, puis remaniée au XIXe siècle, et rénovée à la fin des années 1990.
- Église Saint-Maurice de Gillonnay, agrandie en 1842. Elle figure sur une huile sur toile de Johan Barthold Jongkind de 1882.
- Sculpture en forme de Q faite par Robert Pierrestiger à partir de la margelle d'un puits provenant du lieu-dit de la Chèvre Noire.
- Sculpture de Robert Pierrestiger, devant la mairie et l'école.

### Personnalités liées à la commune
- Robert Pierrestiger (1926-2013), sculpteur.

### Héraldique
|  | Gillonnay possède des armoiries dont l'origine et le blasonnement exact ne sont pas disponibles. |